# Ole Hansen (søofficer)
 Der er flere personer med dette navn, se Ole Hansen.
Ole Hansen (født 1719 (døbt 30. august), død 6. september 1775) var en dansk søofficer.
Han var søn af kommandørkaptajn Peter Hansen (død 1727). Han blev 1727 reformert kadet i Marinen, 1732 kadet, sekondløjtnant 1738, premierløjtnant 1740, kaptajnløjtnant 1746, kaptajn 1753, kommandørkaptajn 1758, kommandør 1766 og schoutbynacht 1769.
Allerede som kadet rejste han udenlands for at uddanne sig i koffardifart. I 1743 udnævntes han til chef for fregatten Christiansø på togt ved de norske kyster, 1749 til kommitteret i Takkeladskommissionen. 1751 blev han udkommanderet som næstkommanderende med orlogsskibet Nellebladet (chef: kommandørkaptajn Reichardt) til Ostindien for der at etablere et handelskompagni. Da chefen døde i Trankebar, overtog Hansen kommandoen og afsluttede forretningerne. På hjemrejsen 1754 mistede han af sygdom så stor en del af besætningen, at han i Kapstaden måtte hyre 40 nederlandske matroser for at kunne føre skibet hjem. I tidsrummet 1754-69 var han seks gange chef for linjeskibe. I 1764-65 indtrådte Hansen i Indrulleringskommissionen. I 1769 var han eskadrechef i Øresund og Østersøen.
I 1771 indtrådte han i en kommission til opførelse af krudttårne, senere hen samme år som 2. deputeret i Admiralitetskollegiet; tillige fik han opsigt med nogle nyoprettede bombardérkompagnier, der skulde anvendes i Middelhavet mod sørøverstaterne. En tid fungerede han derhos som chef for Holmene, medens kommandør Frederik Reiersen var suspenderet, ledede udrustningen til det algierske togt (1770) og indtrådte i 1771 i den såkaldte algierske kommission i admiral Rømelings sted.
Da mandskabet på Holmen ikke havde fået dets løn, og en henvendelse til Admiralitetet havde vist sig frugtesløs, foretog det (september 1771) en demonstration til kongens slot Hirschholm, som førte til udbetaling af tilgodehavendet. Det fremgår i øvrigt af datidige optegnelser, at Hansen, der på dette tidspunkt var chef for værfterne, har søgt at afhjælpe uordnerne ved mandskabets lønning og øvrige behandling. I januar 1772 arresteredes han som en af Struensees formentlige medskyldige, men da undersøgelserne godtgjorde beskyldningens uholdbarhed, hævedes arresten i maj. Han blev imidlertid det påfølgende år forbigået ved udnævnelsen til viceadmiral og døde allerede 1775, ugift. Han er begravet i Holmens Kirkes gravkapel.